# Герои племён (Коты-Воители)
«Герои племён» — вторая книга-путеводитель по серии Котов-Воителей. Оригинал был издан в июне 2008 года, а в России книга вышла в мае 2010 года.
Книга продана тиражом более 150 000 экземпляров.

## Сюжет
Во вступительной главе «Три заблудших путешественника» котята Мошка, Змейка и Цветик — приходят к старому коту Утёсу в пещеру далеко от Звёздного племени. Утёс говорит троим, что они не прожили достаточно долго, чтобы узнать о своих соклановцах, поэтому он ответит на их вопросы о кошках, которых они оставили.
Остальная часть книги состоит из рассказов Утёса о каждом племени и описаний различных кошек. Утёс описывает главные события в жизни кошек и комментирует, почему кошка особенная или вела себя именно так. Есть также истории о нескольких кошках из Речного, Небесного и Кровавого племени в дополнение к некоторым рассказам об одиночках и котятах.

## Формат
Весь текст написан от первого лица с Роком в качестве рассказчика. Он разговаривает с тремя котятами и часто напрямую ссылается на них.
Вводная глава занимает две страницы. Каждая вводная глава клана также занимает две страницы. За ними следуют развороты на две страницы для каждой обсуждаемой кошки (или группы кошек); текст находится на левой странице, а полноцветная иллюстрация — на правой странице.

## Критика
В обзоре School Library Journal хвалилось, как иллюстрации показывают свирепость кошек и насколько «эффектны полноцветные портреты этих кошек. Они показывают этих персонажей захватывающими, яркими и уникальными, и заинтересуют новых читателей гораздо больше, чем тяжелые, загадочные размышления рассказчика». Walpole Public Library также похвалила яркие иллюстрации.